# Ribulóza-5-fosfát
Ribulóza 5-fosfát je organická sloučenina, jeden z konečných produktů pentózofosfátového cyklu a také meziprodukt Calvinova cyklu.
Vzniká působením fosfoglukonátdehydrogenázy a dále jej přeměňují enzymy fosfopentózaizomeráza a fosfopentózaepimeráza.
V rostlinách se ribulóza-5-fosfát působením fosforibokinázy mění na ribulóza-1,5-bisfosfát.